# Montgomeryshire

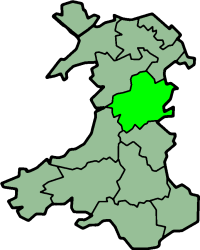
Contea di Montgomeryshire

Montgomeryshire è una contea tradizionale del Galles. Nel censimento del 2001 la popolazione del Montgomeryshire risultò essere di 59.474 abitanti su 1.955,94 km² di area.

## Geografia
I principali fiumi sono il Severn e il Dyfi, mentre il lago maggiore è il Vyrnwy.
Le principali città sono Machynlleth, Llanidloes, Montgomery, Newtown e Welshpool.
L'agricoltura e il turismo sono le industrie più sviluppate.